# Ludi Apollinari
I Ludi Apollinari sono tra i più noti ludi romani. Devono il loro nome al dio a cui sono dedicati, ovvero Apollo. Si svolgevano annualmente per un periodo di otto giorni, precisamente dal 5 al 13 luglio, e solo l'ultimo giorno si svolgevano dentro il circo. Ma in origine i Ludi Apollinari non si svolgevano in una data fissa. Come ci dice lo storico Livio, vennero istituiti sotto il consolato di Quinto Fulvio Flacco e Appio Claudio Pulcro (212 a.C.), e organizzati da Publio Cornelio Silla:
(Ab Urbe condita)
Da quel momento l'organizzazione dei Ludi Apollinari era un impegno del pretore urbano, ma solo per un anno e non in una data stabilita:
(Ab Urbe condita)
A partire dalla fine del 211 a.C., il senato accolse la proposta del pretore Gaio Calpurnio Pisone e decretò che i ludi Apollinari diventassero stabilmente annuali. In seguito fu il pretore urbano Publio Licinio Varo (in precedenza edile curule) a stabilire una data fissa per i Ludi:
(Ab Urbe condita, XXVII, 23)